# Eric Floyd
Pour les articles homonymes, voir Floyd.
 (novembre 2018).
Si vous disposez d'ouvrages ou d'articles de référence ou si vous connaissez des sites web de qualité traitant du thème abordé ici, merci de compléter l'article en donnant les références utiles à sa vérifiabilité et en les liant à la section « Notes et références ».
Eric Augustus « Sleepy » Floyd (né le 6 mars 1960 à Gastonia, Caroline du Nord) est un ancien joueur américain de basket-ball.
Meneur de jeu d'1,91 m, Floyd débuta au lycée Hunter Huss à Gastonia, puis intégra l'université Georgetown avant d'être sélectionné par les Nets du New Jersey au 13e rang de la draft 1982. Au milieu de sa saison rookie, Floyd fut transféré par les Nets avec Mickey Johnson aux Warriors de Golden State contre Michael Ray Richardson. Floyd s'imposa rapidement chez les Warriors, réalisant une moyenne de 16,5 points par match dans sa première saison complète avec la franchise, puis inscrivit lors de la saison 1984-1985, 19,5 points par match. Deux saisons plus tard, il compila 18,8 points et 10,3 passes décisives et fut sélectionné au NBA All-Star Game. En décembre 1987, Floyd fut transféré avec Joe Barry Carroll aux Rockets de Houston contre Ralph Sampson et Steve Harris. Floyd jouera cinq saisons et demie avec les Rockets avant de signer en tant qu'agent libre chez les Spurs de San Antonio lors de la saison 1992-1993. Après une saison à San Antonio, il retourna aux Nets du New Jersey et se retira en 1995 avec un total de 12 260 points et 5175 passes décisives en carrière.
Floyd gagna le surnom de « Sleepy » à cause de ses paupières à demi closes, qui lui donnait l'apparence d'être fatigué. Il détient toujours le record des playoffs NBA du plus grand nombre de points inscrits en un quart-temps (29) et une mi-temps (39), lors du match 4 des demi-finales de la Conférence Ouest 1987 contre les Lakers de Los Angeles. Floyd inscrivit 12 paniers consécutifs lors du 4e quart-temps, terminant le match avec 51 points.

## Pour approfondir